# Richard Jordan
Robert Anson Jordan Jr.  (New York City, 1937. július 19. – Los Angeles, Kalifornia, 1993. augusztus 30.) Golden Globe-díjas amerikai színész. Hosszú időn át dolgozott Broadway-i és Broadway-en kívüli színházakban, tagja volt a New York-i Shakespeare Fesztivál társulatának. Szerepelt a Logan futása, A nyomorultak (1978), A Titanic kincse, a Jakuzák, a Belső terek, A bunker, a Dűne, a Dupla vagy semmi, az Időzített bomba, a Vadászat a Vörös Októberre, és a Gettysburg című filmekben.

## Élete

### Származása, pályakezdése
New York Cityben született a bostoni id. Robert Anson Jordan és a New York-i Constance Hand fiaként. Anyai nagyapja, Learned Hand bíró volt, elismert jogi szaktekintély, aki az Egyesült Államok Feljebbviteli Bíróságán dolgozott. 1942-ben az ötéves Jordan szülei elváltak, anyja férjhez ment Newbold Morrishoz, New York városi tanácsának elnökéhez. A fiú a connecticuti Lakeville-ben járt iskolába. 1958-ban elvégezte a Harvard Egyetemet, majd a párizsi Théâtre des Nations egyetemén (Universite du Théâtre des Nations) folytatta színművészeti tanulmányait.

### Színészi pályája
1961-ban debütált a New York-i Broadway-n, Henry Ephron és Phoebe Ephron Take Her, She’s Mine című vígjátékában, Art Carney és Elizabeth Ashley társaságában. Ugyanekkor kapta első epizódszerepeit amerikai televíziós produkciókban. Szerepelt az 1962-es The Defenders, a The Wide Country és az Empire sorozatokban.
Joseph Papp Public Theater színházában Shakespeare-darabokban szerepelt (A viharban, A velencei kalmárban, az Ahogy tetszik-ben). 1966-ban ismét a Broadway-re szerződött, a Morosco Theatre színpadán lépett fel Henry Fondamellett.
1970-ben kapta első mozifilmes mellékszerepeit, Alan J. Pakula rendező Klute című thrillerében, majd Michael Winner rendező A törvény nevében című westernfilmjében, Burt Lancaster, Robert Ryan és Lee J. Cobb mellett,
Edwin Sherin rendező Valdez közeleg c. westernjében (ismét Burt Lancaster mellett), majd két filmben is másod-főszerepet kapott Robert Mitchum szekundánsaként, 1973-ban Peter Yates rendező Eddie Coyle barátai c. bűnügyi filmjében, majd 1975-ben Sydney Pollack Jakuzák című japán–amerikai akciófilmjében is.
A következő években többféle karakterszerepben megjelent, gazembereket és jó fiúkat egyaránt megtestesített.
Fegyveres rendőrügynököt játszott Michael Andersona 1976-os Logan futása fantasztikus kalandfilmjében, és neurotikus városi értelmiségit Woody Allen 1978-as Belső terek c. filmdrámájában.
1976-ban Golden Globe-díjat nyert Douglas Heyes és Allen Reisner sorozatának, a Captains and the Kings-nek főszerepében nyújtott alakításáért. Joseph Armagh-ot alakította, egy 19. századi ír bevándorlót, aki kíméletlenül töri útját felfelé, a vagyon és a hatalom világa felé.
1979-ben Joan Tewkesbury Old Boyfriends című (1979) családi filmdrámájában saját leányával, Nina Jordannel együtt játszott, leányának filmbéli apját alakította, Talia Shire és John Belushi társaságában. Filmes munkái mellett rendszeresen szerepelt színpadokon is.
Az 1980-as években Jordan több nagy sikerű mozifilmben kapott főbb szerepeket. Megjelent a A Titanic kincsében (1980), a Dűnében (1984), a Hőhullámban (1985) és a Dupla vagy semmiben (1987). 
Elismerő kritikákat kapott A bunker című 1981-es történelmi tévéfilmbeli parádés alakításáért, ahol Albert Speer birodalmi főépítészt játszotta a Hitlert alakító Anthony Hopkins mellett. 1987–1988-ban tíz epizódon át „beugró” főszereplője lett az Equalizer című amerikai tévésorozatnak, amíg az indító főszereplő, Edward Woodward fel nem épült szívinfarktusából.
Václav Havel színműveiben nyújtott színpadi alakításaiért két díjat is kapott, 1983-ban New Yorkban A Private View-ban Obie-díjat, 1987-ben Los Angelesben a Largo Desolatoban a kritikusok díját (L.A. Drama Critics Award) kapta meg. 1990-ben New Yorkban rendezőként színre vitte a Macbeth-et.
1990-ben földimogyorót rágcsáló, nyegle nemzetbiztonsági főtanácsadót játszott a Vadászat a Vörös Októberre c. kalandfilmben, majd népszerű tévésorozatokban szerepelt. Utolsó filmszerepét az 1993-ban bemutatott Gettysburg című történelmi filmben játszotta, amelyet 1992 nyarán forgattak. Itt valós történelmi személyt, Lewis A. Armisteadet, a konföderációs erők dandártábornokát alakította, aki elesett az 1863-as gettysburgi csatában.

### Utolsó éve
1993-ban Jordan egészsége megromlott, szervezetében agydaganatot diagnosztizáltak. 1993 elején még elkezdett dolgozni Andrew Davis rendezővel a A szökevény című kalandfilm  forgatásán, ahol ő alakította volna a főgonoszt, Dr. Nichols-ot. Betegségének súlyosbodása a munka félbehagyására kényszerítette. Helyére Jeroen Krabbét állították, a film vele készült el.
Betegsége elhatalmasodott, és 1993. augusztus 30-án családja körében elhunyt, mindössze 56 éves korában. Utolsó filmjének, a Gettysburgnek bemutatóját, 1993. október 8-át nem érhette meg. A bemutató napján a Los Angeles-i Mark Taper Forumon Jordanra emlékező eseményt tartottak Ron Maxwell rendező-producer a filmet Jordannek és az öt évvel korábban elhunyt Michael Shaara-nek (1928–1988), a Pulitzer-díjas „The Killer Angels” című regény írójának ajánlotta, amely mű a forgatókönyv alapja volt.

### Magánélete
Jordan 1964-ben kötött házasságot Kathleen Widdoes színésznővel, ugyanabban évben megszületett leánya, Nina Jordan, aki szintén színésznő lett. 1972-ben Jordan elvált feleségétől. 1980 körül Blair Brown színésznővel lépett (kilenc éven át tartó) élettársi viszonyra, ebből született fia, III. Robert Anson Jordan (1982). Életének utolsó szakaszában Marcia Cross színésznővel élt, aki mellette maradt haláláig.

## Főbb filmszerepei
- 1993: Gettysburg; Lewis A. Armistead dandártábornok
- 1993: Jessie Lee bosszúja (Posse); Bates seriff
- 1991: Mennyei játszótér (Heaven Is a Playground); David Racine
- 1991: Rock ’n’ roll sztori (Shout); Eugene Benedict
- 1991: Mesék a kriptából III. (Tales from the Crypt III.); tévésorozat; Charles McKenzie
- 1991: Becsapva (Delusion); hivatalnok
- 1991: Időzített bomba (Timebomb); Taylor ezredes
- 1990: Vadászat a Vörös Októberre (The Hunt for Red October); Jeffrey Pelt
- 1988: Romero; Rutilio Grande atya
- 1987–1988: The Equalizer; tévésorozat; Harley Gage
- 1988: The Murder of Mary Phagan; tévé-minisorozat; Hugh Dorsey
- 1987: Dupla vagy semmi (The Secret of My Success); Howard Prescott
- 1986: Napgyermekek (Solarbabies); Grock
- 1986: Férfiak klubja (The Men’s Club); Kramer
- 1985: Hőhullám (The Mean Season); Alan Delour
- 1984: Dűne (Dune); Duncan Idaho
- 1981: A bunker (The Bunker); tévéfilm; Albert Speer
- 1980: A Titanic kincse (Raise the Titanic); Dirk Pitt
- 1980: A Nightingale Sang in Berkeley Square; Pinky
- 1979: The French Atlantic Affair   TV Mini Series      Julian Wunderlicht
- 1979: Old Boyfriends    Jeff
- 1978: A nyomorultak (); tévéfilm; Jean Valjean
- 1978: Belső terek (Interiors); Frederick
- 1978: The Defection of Simas Kudirka; tévéfikm; Edward Devon parancsnok
- 1977: Alibis; Paul
- 1976: Captains and the Kings; tévésorozat; Joseph Armagh
- 1976: Logan futása (Logan’s Run); Francis
- 1975: Cogburn, a békebíró (Rooster Cogburn); Hawk
- 1975: Jakuzák (The Yakuza);  Dusty
- 1973: Kojak (Kojak); tévésorozat; Steve Macey
- 1973: Incident at Vichy; tévéfilm; Von Berg herceg
- 1973: Eddie Coyle barátai (The Friends of Eddie Coyle); Dave Foley
- 1973: Kamouraska;  Georges Nelson
- 1973: The F.B.I.; tévésorozat; Alex Tanner
- 1972: Chato földje (Chato’s Land); Earl Hooker
- 1972: Életünk legszebb napja (The Trial of the Catonsville Nine); George Mische
- 1971: The Bold Ones: The Lawyers; tévésorozat; Andrew Craig
- 1971: Klute (Klute); férfi a bárban
- 1971: Valdez közeleg (Valdez Is Coming); R.L. Davis
- 1971: A törvény nevében (Lawman); Crowe Wheelwright
- 1962–1963: The Defenders; tévésorozat; John Strafaci / Peter Crewe
- 1962–1963: Empire; tévésorozat; Jay Bee Fowler
- 1962: Naked City; tévésorozat; Jonah

## További információ
- Richard Jordan a PORT.hu-n (magyarul)
- Richard Jordan az Internetes Szinkronadatbázisban (magyarul)
- Richard Jordan az Internet Movie Database-ben (angolul)
- Richard Jordan a Rotten Tomatoeson (angolul)
- Richard Jordan az AlloCiné weboldalán (franciául)
- Richard Jordan Profile (angol nyelven). famousfix.com. (Hozzáférés: 2023. szeptember 20.)
- Richard Jordan (angol nyelven). British Film Institute (BFI.com). [2023. március 29-i dátummal az eredetiből archiválva]. (Hozzáférés: 2023. szeptember 20.)